# Roger Perronne
Roger Perronne est un homme politique français né le 27 septembre 1887 à Roches-les-Blamont (Doubs) et décédé le 29 mars 1939 à Brienon-sur-Armançon (Yonne).

## Biographie
Médecin, il est conseiller général du canton d'Audincourt et député du Doubs de 1924 à 1928, siégeant au groupe radical. 